# Race om de Ringen
Race om de Ringen is een Nederlands televisieprogramma van EndeMolShine dat uitgezonden werd door RTL 4. Het programma werd gepresenteerd door Beau van Erven Dorens en is te streamen op Videoland. In het programma strijden huwelijkskoppels om de huwelijksreis van hun dromen te winnen.

## Opzet
Zes koppels maken een reis waarin zij het in verschillende opdrachten tegen elkaar opnemen. Door deze opdrachten goed uit te voeren, leggen zij een bepaalde route af naar een eindpunt waar presentator Beau van Erven Dorens de koppels opwacht. Iedere aflevering speelt het koppel dat als laatste het eindpunt behaalt het ringspel tegen een ander koppel. De verliezer van het ringspel raakt een van haar twee ringen kwijt. Wanneer een koppel geen ringen meer heeft, ligt zij uit het spel en maakt zij geen kans meer op de bruidsschat van 25.000 euro. Het programma dient vooral dan ook als relatietest waarmee het winnende koppel bevestigd krijgt dat zij voor elkaar zijn gemaakt.

## Seizoenen

### Seizoen 1
Het eerste seizoen van Race om de Ringen ging op 26 mei 2022 van start op RTL 4 en vond plaats in Jordanië. De volgende zes koppels deden mee: Bilal en Sanne uit Zierikzee, Lauren en Bart uit Pijnacker, Joeri en Renate uit Eefde, Rick en Leonie uit Amsterdam, Bjorn en Patricia uit Schoonhoven en Thomas en Susan uit Deventer.In de finale wisten Bart en Lauren de koppels Rick en Leonie en Bilal en Sanne achter zich te laten. Zij gingen met 15.000 euro naar huis waarvan zij 5.000 euro mochten spenderen aan hun huwelijksreis.
| Plaats | Koppel            | Woonplaats  | Eindklassering             |
| ------ | ----------------- | ----------- | -------------------------- |
| 1.     | Bart en Lauren    | Pijnacker   | Winnaar                    |
| 2.     | Rick en Leonie    | Amsterdam   | Tweede in de finale        |
| 3.     | Bilal en Sanne    | Zierikzee   | Derde in de finale         |
| 4.     | Thomas en Susan   | Deventer    | Afgevallen in aflevering 6 |
| 5.     | Joeri en Renate   | Eefde       | Afgevallen in aflevering 5 |
| 6.     | Bjorn en Patricia | Schoonhoven | Afgevallen in aflevering 3 |